# 木许乡
木许乡，是中华人民共和国西藏自治区昌都市芒康县下辖的一个乡镇级行政单位。

## 行政区划
木许乡下辖以下地区：
木许村和阿东村。